# 中込由香里
中込由香里（日语：／ Nakagome Yukari，1965年10月30日—），日本女子自行车运动员。她曾代表日本参加2002年、2010年和2014年亚洲运动会自行车比赛，获得一枚银牌和一枚铜牌。她也曾参加2004年夏季奥林匹克运动会。